# Серяково
Серяково — село в Калачеевском районе Воронежской области.
Входит в состав Подгорненского сельского поселения. Село основано в период 1820—1825 годами калачеевскими обывателями.

## География
Село стоит на берегу реки Подгорная. Осевая линия села — Пролетарская улица.

### Улицы
- улица Зелёная,
- улица Луговая,
- улица Пролетарская,
- улица Садовая.

## История
Среди первопоселенцев значились: Павел Бондаренко, Василий Руденко, Иосиф Трощенко, Андрей Удодов, Фёдор Моренцев, Антон Нежельский и другие. Впоследствии в хутор переселились ещё несколько семей из Калача.
Во второй половине XIX века хутор интенсивно растёт.
Активными участниками становления Советской власти в селе были: Т. Г. Шевцов, И. Н. Котляров, М. А. Андрейченко.
Были образованы товарищества по совместной обработке земли. Сельхозартель «Пахарь» состояла из 28 хозяйств, товарищество «Новый шлях» насчитывало 21 хозяйство, товарищество «Сознание» 15 хозяйств.

## Население
| 1859 | 1897  | 2010 |
| ---- | ----- | ---- |
| 752  | ↗1601 | ↘72  |

### Историческая численность населения
По данным 1850 года, в хуторе было 53 двора с населением 659 человек малороссов — 313 мужчин и 346 женщин. В Серяково на 1859 год расположено 125 дворов с общей численностью жителей 752 человека, из которых 345 мужского пола и 407 женского. В 1925 году в селе было 245 дворов с населением 1287 человек.

## Инфраструктура
Личное подсобное хозяйство с зоной сельскохозяйственного использования, индивидуальная застройка усадебного типа.
Основа экономики — сельское хозяйство.

## Транспорт
Село доступно автотранспортом.